# Château-Gontier
Château-Gontier è un comune francese di 12 037 abitanti situato nel dipartimento della Mayenne nella regione dei Paesi della Loira.

## Società

### Evoluzione demografica
Abitanti censiti

## Amministrazione

### Gemellaggi
- Murrhardt, dal 1966
- Frome, dal 1975
- Rabka-Zdrój, dal 2008